# Wiktoryn (Kutno)
Wiktoryn – część Kutna na południowych rubieżach miasta, przy granicy ze wsią Zawady. Rozpościera się wzdłuż południowego odcinka ulicy Łąkoszyńskiej. Na Wiktorynie znajduje się kutnowskie lotnisko.

## Historia
Dawniej samodzielna miejscowość (folwark). Od 1867 w gminie Kutno. W okresie międzywojennym należał do powiatu kutnowskiego w woj. warszawskim. 20 października 1933 utworzono gromadę Antoniew w granicach gminy Kutno, składającą się z kolonii Antoniew cz. I, kolonii Antoniew, cz. II oraz folwarku Wiktoryn.  1 kwietnia 1939 wraz z całym powiatem kutnowskim przeniesiony do woj. łódzkiego. Podczas II wojny światowej włączony do III Rzeszy.
Po wojnie  Wiktoryn powrócił do powiatu kutnowskiego w województwie łódzkim, nadal jako składowa gromady Antoniew, jednnej z 22 gromad gminy Kutno. W związku z reorganizacją administracji wiejskiej jesienią 1954, Wiktoryn wszedł w skład nowej gromady Nowa Wieś, a po jej zniesieniu 31 grudnia 1961 – do gromady Kutno, którą równocześnie przemianowano na Kutno-Zachód.
Od 1 stycznia 1973 w gminie Kutno jako część sołectwa Łąkoszyn. W latach 1975–1976 miejscowość należała administracyjnie do województwa płockiego.
2 lipca 1976 Wiktoryn włączono do Kutna.